# Good Smile Company
Good Smile Company, Inc. (株式会社グッドスマイルカンパニー Kabushiki-gaisha Guddo-sumairu-kanpanī, còn được biết đến với GSC hoặc Good Smile) là một nhà sản xuất các sản phẩm phục vụ thị hiếu và sở thích Nhật Bản như các dòng sản phẩm nendoroid và figma, cũng như các mô hình đồ chơi figure tỉ lệ. Ngoài sản xuất và chế tác, hoạt động kinh doanh khác của công ty còn bao gồm thiết kế, tiếp thị và phân phối. Các sản phẩm của công ty thường dựa trên anime, manga hoặc trò chơi video hiện đang phổ biến ở Nhật Bản, Trung Quốc và Hoa Kỳ, mặc dù công ty cũng sản xuất các sản phẩm dựa trên các thuộc tính truyền thông khác như Phần mềm tổng hợp giọng nói Vocaloid, Vtubers và các nhượng quyền phương Tây như Vũ trụ Điện ảnh Marvel và Masters of the Universe.

## Lịch sử
Good Smile Company do Takanori Aki thành lập vào năm 2001 như một công ty tổ chức sự kiện và phát triển tài năng. Sau đó công ty bắt đầu hợp tác với MAX Factory trong việc sản xuất các sản phẩm phục vụ thị hiếu và sở thích, mà sớm trở thành trọng tâm kinh doanh của công ty về sau. Hiện tại Good Smile Company chủ yếu tham gia vào việc lập kế hoạch, sản xuất, chế tác và kinh doanh các mặt hàng figure và đồ chơi, bên cạnh việc tham gia thị trường phụ kiện và các loại hàng hóa khác.
Good Smile Company cũng hoạt động như một nhà phân phối, và phân phối các sản phẩm của những công ty sản xuất các mặt hàng liên quan đến thị hiếu và sở thích khác như MAX Factory, FREEing và Phat! Company. Công ty xây dựng mối quan hệ đặc biệt về lâu dài với MAX Factory, và thường chia sẻ gian hàng và các không gian trưng bày với họ tại các sự kiện như Wonder Festival. Đến tháng 6 năm 2012, Good Smile Company chuyển trụ sở từ Matsudo, Chiba đến tòa tháp phía đông của Tokyo Skytree, và nơi đó trở thành trụ sở chính của cả họ lẫn MAX Factory.
'Kahotan's Blog' là một trang blog nổi tiếng giới thiệu Good Smile Company lẫn các sản phẩm có liên quan đến công chúng dưới góc quan sát của một nữ nhân viên. Blog có thể đọc ở hai ngôn ngữ Nhật và Anh.

## Lịch sử hình thành
Tóm lược lịch sử phát triển công ty được viết dưới đây.
- Tháng 5 năm 2001 - Good Smile Company thành lập ở Matsudo, Chiba.
- Tháng 1 năm 2002 - Bắt đầu kế hoạch sản xuất đồ chơi, OEM.
- Tháng 9 năm 2004 - Ra mắt thương hiệu figure đầu tiên của Good Smile Company.
- Tháng 4 năm 2005 - Bắt đầu phân phối các sản phẩm liên quan đến thị hiếu và sở thích.
- Tháng 2 năm 2006 - Bắt đầu chế tác dòng Nendoroid.
- Tháng 1 năm 2008 - Bắt đầu chế tác dòng figma.
- Năm 2010
  - Tháng 3 - Bắt đầu làm việc trên loạt Black Rock Shooter.
  - Tháng 8 - Good Smile Cafe mở cửa
- Năm 2012
  - Tháng 5 - Thay đổi hình thức công ty từ Yūgen Gaisha sang Kabushiki Gaisha.
  - Tháng 7 - Chuyển đến Tháp Đông Tokyo Skytree.

## Sản phẩm chính
Good Smile Company kinh doanh đa dạng sản phẩm, tập trung vào figure tỉ lệ nhân vật làm bằng nhựa cao cấp PVC. Hầu hết sản phẩm dựa trên các nhân vật trong anime, manga hay video game nổi tiếng tại Nhật Bản. Những loạt nổi tiếng trong dòng sản phẩm của họ bao gồm Hatsune Miku, các nhân vật từ dòng game Touhou Project, các sản phẩm liên quan Black Rock Shooter, Puella Magi Madoka Magica cũng như các nhân vật trong nhiều trò chơi của Nintendo. Họ được biết đến nhiều nhất với:
- Dòng figure Nendoroid.
- Dòng figure khớp quay figma (MAX Factory lên kế hoạch và phát triển).
- Figure tỉ lệ

## Sản phẩm liên quan anime
Good Smile Company đã đóng góp vào các dự án anime dưới đây như một thành viên của ủy ban sản xuất.
- Penguin Musume (2008)
- CANAAN (2009)
- Demon King Daimao (2010)
- Loạt Tantei Opera Milky Holmes (2010-2012)
- Loạt Dog Days (2011-2012)
- Hanasaku Iroha (2011)
- Croisée in a Foreign Labyrinth (2011)
- Haganai: I Don't Have Many Friends Series (2011、2013)
- The Legend of Heroes: Trails in the Sky OVA (2011)
- Plastic Nee-san (2011 - 2012)
- Black Rock Shooter (Noitamina Version、2012)
- Senki Zesshō Symphogear (2012)
- Berserk: The Golden Age Arc (2012)
- Tari Tari (2012)
- Wooser's Hand-to-Mouth Life (2012)
- Da Capo III (2013)
- Senyū (2013)
- Gargantia on the Verdurous Planet (2013)
- Aiura (2013)
- Saekano: How to Raise a Boring Girlfriend (2015)
- One Punch Man (2015)

## Good Smile Racing

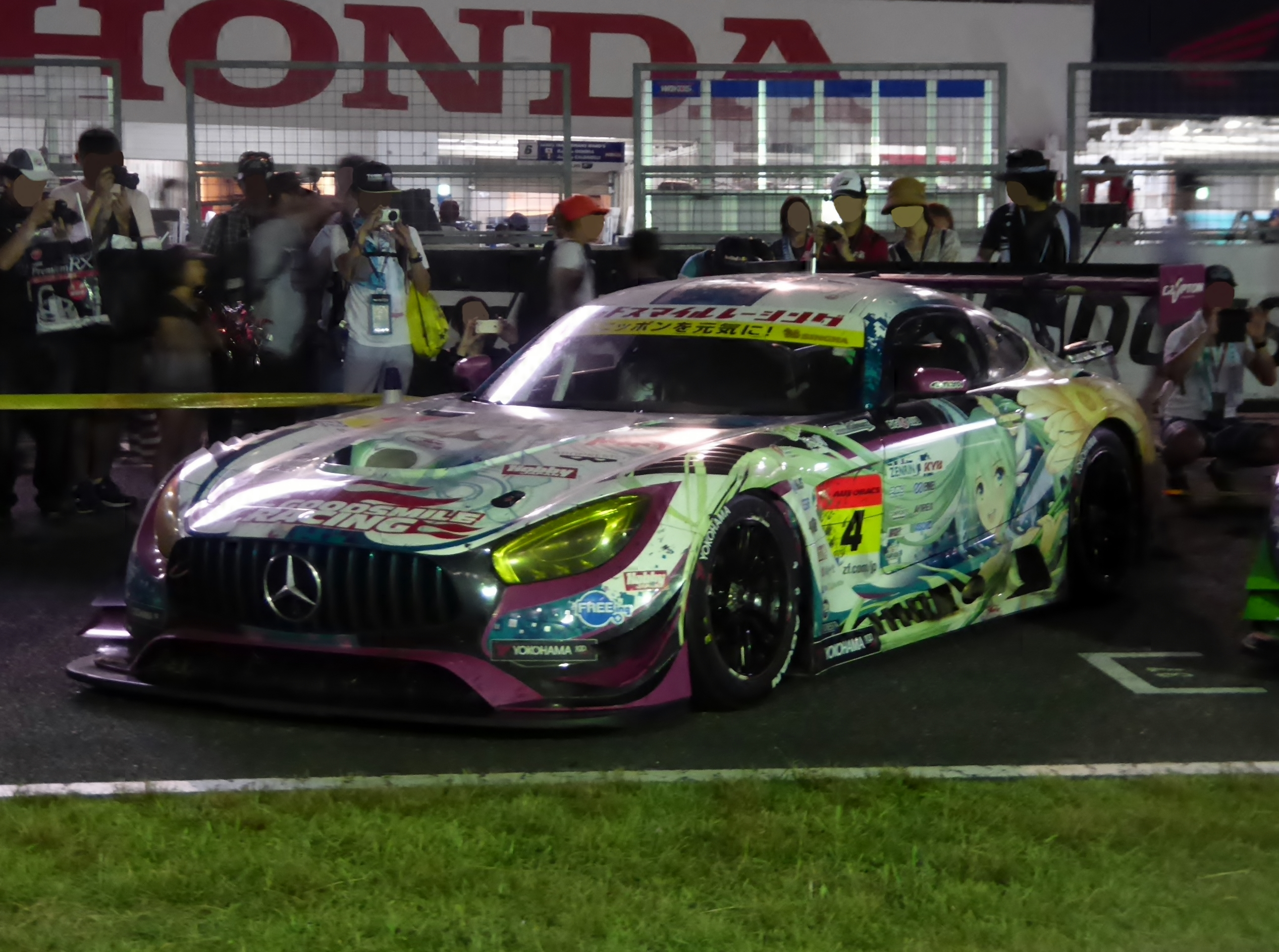
Mercedes-AMG GT GT3 của Goodsmile Racing đã giành được danh hiệu vô địch GT300 thứ ba của đội trong năm 2017.

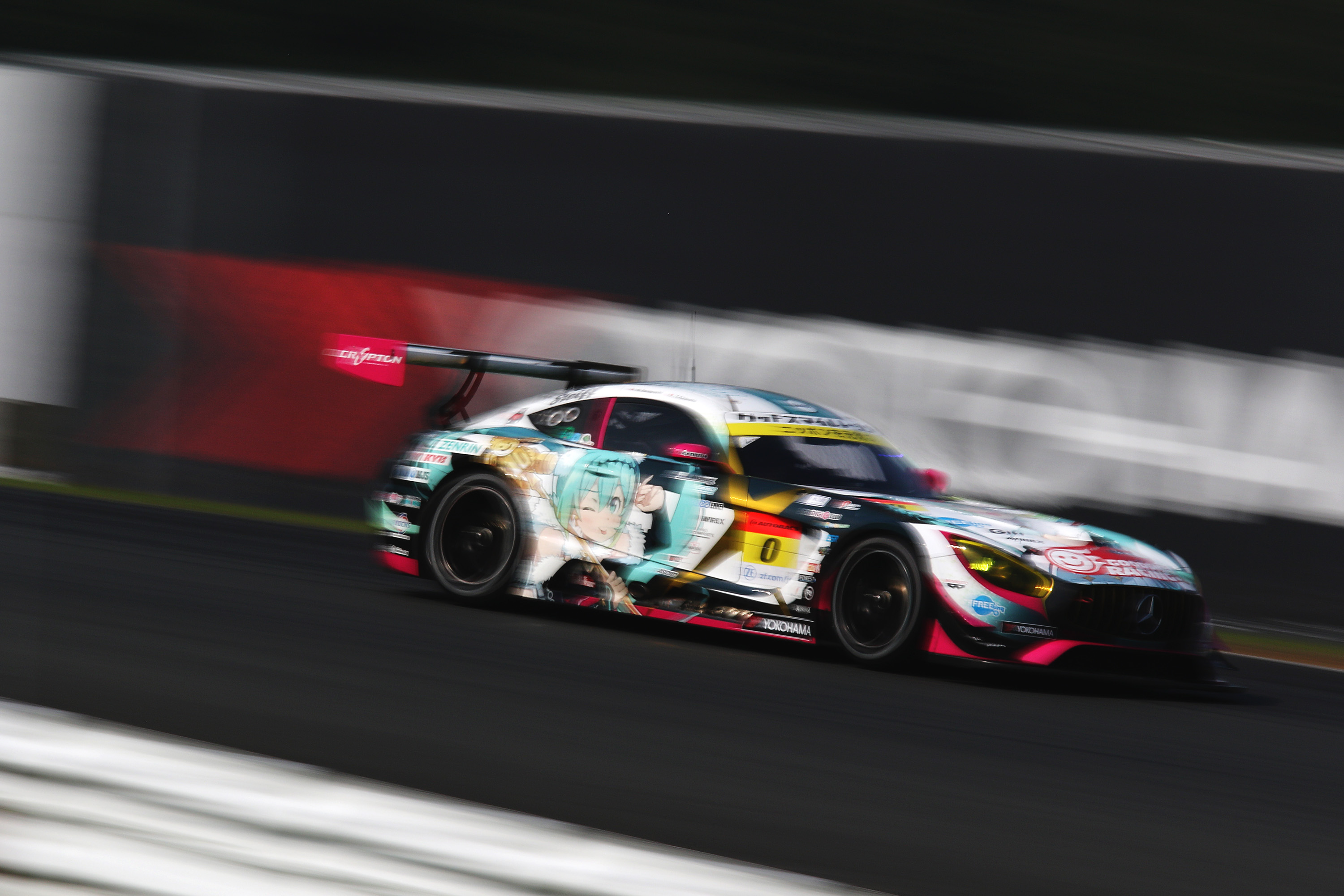
Mercedes-AMG GT GT3 của Goodsmile Racing năm 2018.

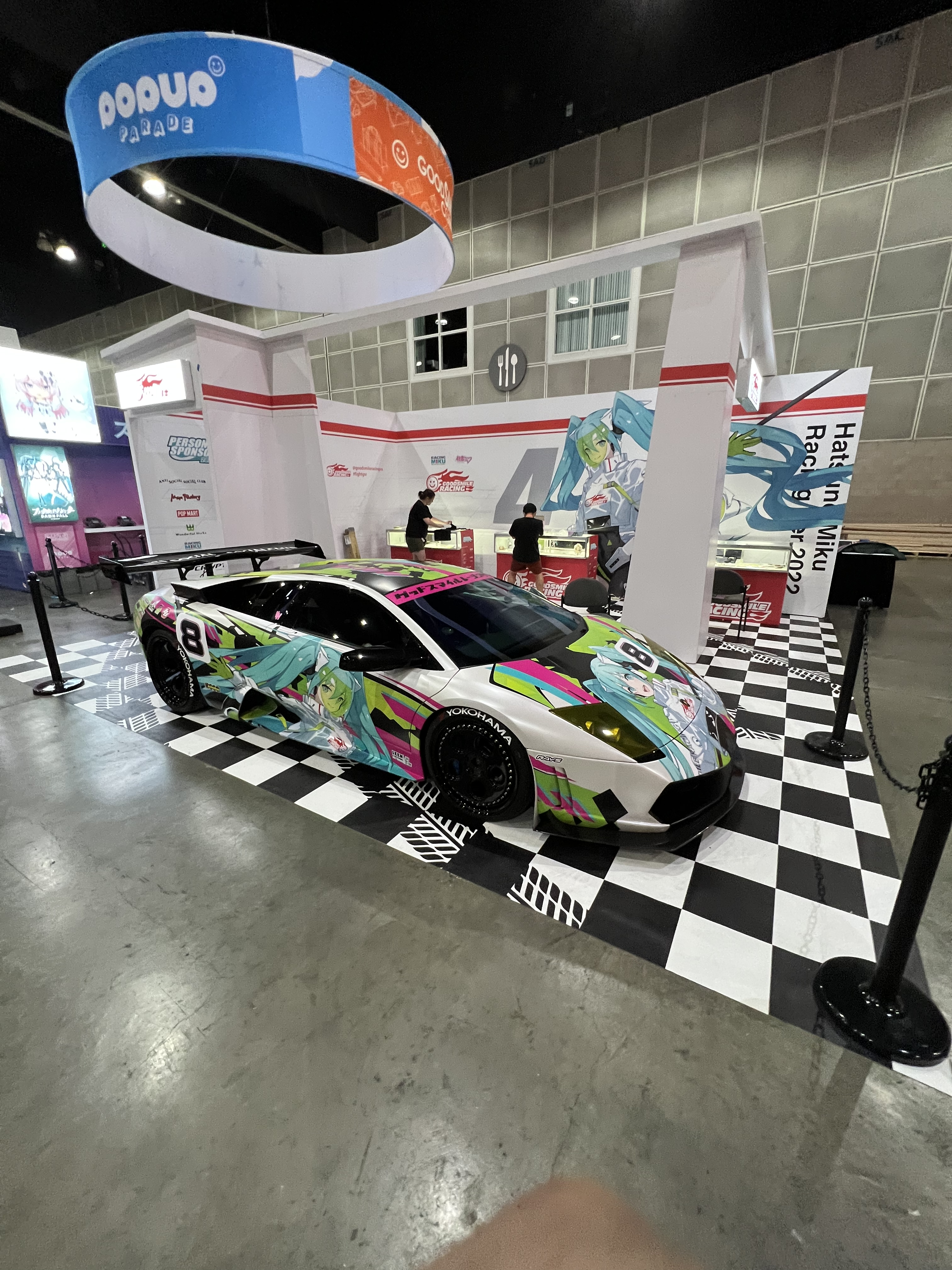
Lamborghini Murciélago theo chủ đề Goodsmile Racing được trưng bày tại Anime Expo năm 2022

Năm 2008, Good Smile Company đã trở thành nhà tài trợ chính của Studie GLAD Racing, một đội mà đã tham gia vào chặng đua GT300 của giải đua SUPER GT bằng một chiếc xe itasha sơn hình Hatsune Miku. Năm 2010, một công ty con của Good Smile Company tên là Good Smile Racing (GSR) được thành lập và trở thành bên sáng lập và sở hữu đội đua mới. Good Smile Racing cũng chế tác những mô hình ô tô và hàng hóa liên quan để cổ vũ đội đua cùng các nhà tài trợ. Đội đua của công ty đã dẫn đầu và đoạt ngôi quán quân trong giải Super GT GT300 2011 của Nhật Bản.
Bên cạnh sản xuất itasha thể thao, Good Smile Racing thực hiện những mẫu xe trang trí nhân vật trong văn hóa otaku khác theo đơn đặt hàng của các bên tác quyền, nhằm quảng cáo và thu hút sự chú ý đến sản phẩm của họ. Các xe này thường được điều khiển vòng quanh Nhật Bản theo một lộ trình đi qua các hệ thống bán lẻ có kinh doanh sản phẩm của Good Smile Company.
Good Smile cũng là một nhà tài trợ cá nhân lâu năm của cựu tài xế Công thức một và nhà vô địch hai lần FIA WEC Kobayashi Kamui. Logo của công ty đã có mặt trên mũ bảo hiểm của Kobayashi kể từ 2011, và nhiều nhân vật tương tự hình ảnh của ông đã được phát hành trong cùng khoảng thời gian đó.

### Kết quả Super GT
| Năm  | Xe                        | Dòng  | Tài xế                                         | 1      | 2       | 3      | 4      | 5       | 6      | 7       | 8      | Pos.  | Pts  |
| ---- | ------------------------- | ----- | ---------------------------------------------- | ------ | ------- | ------ | ------ | ------- | ------ | ------- | ------ | ----- | ---- |
| 2010 | Porsche 911 GT3 RSR (996) | GT300 | Taku Bamba Masahiro Sasaki Mitsuhiro Kinoshita | SUZ 12 | OKA 10  | FUJ 14 | SEP    |         |        |         |        | 20th  | 4    |
| 2010 | Porsche 911 GT3-R (997)   | GT300 | Taku Bamba Masahiro Sasaki Mitsuhiro Kinoshita |        |         |        |        | SUG 12  | SUZ 10 | FUJ C   | MOT 9  | 20th  | 4    |
| 2011 | BMW Z4 GT3 (E89)          | GT300 | Nobuteru Taniguchi Taku Bamba                  | OKA 4  | FUJ 5   | SEP 1  | SUG 6  | SUZ 5   | FUJ 1  | AUT 9   | MOT 1  | 1st   | 87   |
| 2012 | BMW Z4 GT3 (E89)          | GT300 | Tatsuya Kataoka Nobuteru Taniguchi             | OKA 3  | FUJ 1   | SEP 12 | SUG 7  | SUZ Ret | FUJ 8  | AUT 5   | MOT 4  | 5th   | 52   |
| 2013 | BMW Z4 GT3 (E89)          | GT300 | Tatsuya Kataoka Nobuteru Taniguchi Jörg Müller | OKA 2  | FUJ 9   | SEP 6  | SUG 15 | SUZ DSQ | FUJ 1  | AUT 1   | MOT 4  | 3rd   | 70   |
| 2014 | BMW Z4 GT3 (E89)          | GT300 | Tatsuya Kataoka Nobuteru Taniguchi             | OKA 1  | FUJ 1   | AUT 16 | SUG 15 | FUJ 4   | SUZ 5  | CHA 3   | MOT 3  | 1st   | 78   |
| 2015 | Mercedes-Benz SLS AMG GT3 | GT300 | Tatsuya Kataoka Nobuteru Taniguchi             | OKA 5  | FUJ 5   | CHA 13 | FUJ 18 | SUZ 8   | SUG 16 | AUT 7   | MOT 2  | 12th  | 35   |
| 2016 | Mercedes-AMG GT3          | GT300 | Tatsuya Kataoka Nobuteru Taniguchi             | OKA 2  | FUJ 18  | MOT 18 | SUG 7  | FUJ 5   | SUZ 5  | CHA 8   | MOT 3  | 7th   | 47   |
| 2017 | Mercedes-AMG GT3          | GT300 | Tatsuya Kataoka Nobuteru Taniguchi             | OKA 1  | FUJ 11  | AUT 5  | SUG 4  | FUJ 2   | SUZ 19 | CHA 2   | MOT 3  | 1st   | 77   |
| 2018 | Mercedes-AMG GT3          | GT300 | Tatsuya Kataoka Nobuteru Taniguchi             | OKA 8  | FUJ 5   | AUT 8  | SUG 7  | FUJ 2   | SUZ 3  | CHA 19  | MOT 3  | 4th   | 56   |
| 2019 | Mercedes-AMG GT3          | GT300 | Tatsuya Kataoka Nobuteru Taniguchi             | OKA 8  | FUJ 6   | SUZ 4  | CHA 12 | FUJ 8   | AUT 4  | SUG 2   | MOT 5  | 4th   | 47.5 |
| 2020 | Mercedes-AMG GT3 EVO      | GT300 | Tatsuya Kataoka Nobuteru Taniguchi             | FUJ 9  | FUJ 27  | SUZ 8  | MOT 9  | FUJ 8   | SUZ 3  | MOT 2   | FUJ 15 | 8th   | 36   |
| 2021 | Mercedes-AMG GT3 EVO      | GT300 | Tatsuya Kataoka Nobuteru Taniguchi             | OKA 14 | FUJ 8   | SUZ 3  | MOT 5  | SUG 23  | AUT 6  | MOT Ret | FUJ 4  | 10th  | 33   |
| 2022 | Mercedes-AMG GT3 EVO      | GT300 | Tatsuya Kataoka Nobuteru Taniguchi             | OKA 7  | FUJ 16  | SUZ 11 | FUJ 13 | SUZ 1   | SUG 26 | AUT 6   | MOT 7  | 9th   | 33   |
| 2023 | Mercedes-AMG GT3 EVO      | GT300 | Tatsuya Kataoka Nobuteru Taniguchi             | OKA 9  | FUJ Ret | SUZ 18 | FUJ 12 | SUZ 5   | SUG 5  | AUT 6   | MOT    | 13th* | 20*  |

* Mùa giải vẫn đang diễn ra.

## Sản xuất anime thương mại
Trong những năm gần đây, các công ty đóng một vai trò lớn trong việc kết nối bốn công ty anime nhỏ (Sanzigen, Trigger, Ordet và Liden Films) lại với nhau và tập hợp những nhân tài của họ vào một công ty mẹ mới gọi là Ultra Super Pictures. Việc kinh doanh này là một phần của ngành công nghiệp phim hoạt hình Nhật Bản, nhưng không chỉ tập trung vào việc sản xuất và phát triển các dự án anime chất lượng cao, mà còn tham gia cấp phép tác phẩm, quản lý chung và đào tạo những nhân viên mới để tạo ra các nội dung nhắm vào khách hàng trên toàn thế giới.

## Công ty liên kết
- Aniplex
- Amazon
- The Walt Disney Company
- KADOKAWA CORPORATION
- CRYPTON FUTURE MEDIA
- Kodansha
- Shueisha
- Shogakukan-Shueisha Productions
- Shenhua Japan
- NITROPLUS
- Nintendo
- Notes
- bilibili
- Bushiroad
- MIYAZAWAMOKEI
- Yostar
- Blizzard Entertainment

## Tranh cãi
Công ty từng nỗ lực kiện các giám đốc điều hành cũ vào năm 2020 đã gặp phải một bộ luật phản tác dụng, điều đáng chú ý là Good Smile Company đã đầu tư vào 4chan. Khiếu nại này sau đó đã được xác nhận trong một thỏa thuận hợp tác, đạt được thông qua Đạo luật tự do thông tin Hoa Kỳ, tiết lộ rằng Good Smile Company đã đầu tư 2,4 triệu đô la và mua lại 30% cổ phần khi Nishimura Hiroyuki mua 4chan với giá 8 triệu đô la vào năm 2015.